# Municipio de Liberty (condado de Gage)
El municipio de Liberty (en inglés: Liberty Township) es un municipio ubicado en el condado de Gage en el estado estadounidense de Nebraska. En el año 2010 tenía una población de 283 habitantes y una densidad poblacional de 3,03 personas por km².

## Geografía
El municipio de Liberty se encuentra ubicado en las coordenadas 40°3′7″N 96°30′40″O / 40.05194, -96.51111. Según la Oficina del Censo de los Estados Unidos, el municipio tiene una superficie total de 93.4 km², de la cual 92,65 km² corresponden a tierra firme y (0,8 %) 0,75 km² es agua.

## Demografía
Según el censo de 2010, había 283 personas residiendo en el municipio de Liberty. La densidad de población era de 3,03 hab./km². De los 283 habitantes, el municipio de Liberty estaba compuesto por el 96,82 % blancos y el 3,18 % eran de una mezcla de razas. Del total de la población el 3,53 % eran hispanos o latinos de cualquier raza.